# جيمس روبرسون
جيمس روبرسون (بالإنجليزية: James Roberson)‏ هو لاعب كرة قدم أمريكية أمريكي، ولد في 3 مايو 1971 في بارتو في الولايات المتحدة.

## وصلات خارجية
- جيمس روبرسون على موقع مرجع كرة القدم المحترفة.كوم (الإنجليزية)